# شهناز شهبازی
شهناز شهبازی بازیگر سینما و تلویزیون ایران است.

## زندگی‌نامه
وی همسر شاهین باباپور کارگردان سینما می‌باشد و دوره بازیگری را زیر نظر امین تارخ گذارنده است. وی در اولین تجربه بازیگری‌اش در سریال خانه سبز در سه اپیزود حضور پیدا کرد.

## سینما
- ۱۳۷۸ دختران خورشید (مریم شهریار)
- ۱۳۷۸ مرد بارانی (ابوالحسن داوودی)
- ۱۳۸۵ پاپیتال (اردشیر شلیله)
- ۱۳۸۷ شیرین (عباس کیارستمی)
- ۱۳۸۸ حلقه‌های ازدواج (شاهین باباپور)

## تلویزیون
- ۱۳۷۵ خانه سبز (بیژن بیرنگ)، (مسعود رسام)
- ۱۳۷۶ نازنین خانم (حمید مولوی)
- ۱۳۷۶ دلهای شاد (حمید قدکچیان)
- ۱۳۷۶ برگبار (اکبر خواجویی)
- ۱۳۷۷ هفت سنگ (عبدالرضا نواب صفوی)
- ۱۳۷۷ روزهای زندگی (سیروس مقدم)
- ۱۳۷۷ محاکمه (حسن هدایت)، (بازیگر مهمان)
- ۱۳۷۸ سال‌های خاکستری (محمدرضا ورزی)
- ۱۳۷۹ کریم خان زند (محمدرضا ورزی)
- ۱۳۷۹ همسفر (قاسم جعفری)، (بازیگر مهمان)
- ۱۳۷۹ چراغ جادو (همایون اسعدیان)، (بازیگر مهمان)
- ۱۳۸۰ پلیس جوان (سیروس مقدم) (بازیگر مهمان)
- ۱۳۸۰ خانه پدری (فریدون حسن پور)
- ۱۳۸۱ هزاران چشم (کیانوش عیاری)
- ۱۳۸۱ باران عشق (احمد امینی)، (فریدون حسن پور)
- ۱۳۸۱ دیروز، امروز، فردا (مسعود شاه محمدی)، (بازیگر مهمان)
- ۱۳۸۲ دایره تردید (امیر قویدل)
- ۱۳۸۳ خانه به دوش (رضا عطاران)
- ۱۳۸۶ روزگار قریب (کیانوش عیاری)
- ۱۳۸۶ پاتوق(شاهین باباپور)
- ۱۳۹۲ ستایش (فصل دوم) (سعید سلطانی)
- ۱۳۹۶ دیوار شیشه ای (راما قویدل)(یک قسمت)

### چهره پرداز
- گپ (فیلم)